# Encymachus hesperus
Encymachus hesperus là một loài nhện trong họ Salticidae.
Loài này thuộc chi Encymachus. Encymachus hesperus được George Newbold Lawrence miêu tả năm 1927.